# Sila (79360 Sila-Nunam)
Sila é o maior componente do sistema binário denominado de 79360 Sila-Nunam, o mesmo é um objeto transnetuniano que está localizado no Cinturão de Kuiper, uma região do Sistema Solar. Este corpo celeste é classificado como um cubewano. Ele possui uma magnitude absoluta de 6,2 e tem um diâmetro com cerca de 249 km.

## Descoberta e nomeação
Sila foi descoberto no dia 3 de fevereiro de 1997 pelos astrônomos Jane X. Luu, David C. Jewitt, Chad Trujillo e Jun Chen. Foi nomeado em honra do deus da mitologia inuíte Sila. Sila "espírito" é o deus inuíte do céu, tempo e força de vida. Em outras tradições Sila criou as primeiras pessoas da areia molhada. Sila soprou a vida inuíte.

## Órbita

Ilustração esquemática de dois corpos com massa semelhante em órbita em torno de um baricentro comum (cruz vermelha) com órbitas elípticas. Sila e Nunam deve interagir de forma semelhante.

A órbita de Sila tem uma excentricidade de 0,017 e possui um semieixo maior de 44,135 UA. O seu periélio leva o mesmo a uma distância de 43,404 UA em relação ao Sol e seu afélio a 44,865 UA.